# Macross Frontier Concept Album Cosmic Cuune
Cosmic Cuune es un álbum concepto de las Idols de Macross Frontier Ranka Lee = Megumi Nakajima y Sheryl Nome starring May'n, junto con las Estrellas de Frontier lanzado al mercado el día 24 de noviembre del año 2010 bajo el sello Victor Entertainment.

## Detalles
Macross Frontier Álbum Concepto "cosmic cuune" (マクロスF コンセプトアルバム「cosmic cuune」(コズミックキューン)?) es una compilación de temas musicales de Navidad de la serie de anime Macross Frontier, donde se incluyen nuevas canciones compuestas por Yoko Kanno.
En un comienzo se anunció que el álbum iba a incluir siete pistas, pero posteriormente se agregó otra pista a la lista de canciones. Las ocho pistas resultantes están divididas en: dos canciones interpretadas por Ranka. dos por Sheryl, tres duetos entre las dos cantantes,  y uno en el cual participan las dos cantantes y las "Estrellas de Frontier (Frontier Stars)".
Las "Estrellas" son: Alto, Ranka, Sheryl, Michel, Clan, Bobby, Monica, y Ram.  La referencia a Sheryl Nome sin la aclaración de que May'n cantaba aludía a que la seiyu Aya Endo también participa en esta pista. Esta canción, titulada "Merry Christmas without You", es una de las canciones de Navidad que aparecen en el álbum; otra canción destacable es la versión navideña de "Seikan Hikou" (interpretada por Ranka y Sheryl).  
Las canciones de este álbum fueron presentadas en vivo en los conciertos llamados "Choujiku [Super-dimensional] Super Live: Merry Christmas Without You", uno llevado a cabo en Budokan el 22 de diciembre de 2010 y otro en el Puerto de Kobe Isla Hall (Salón Mundial de la Memoria)el 24 de diciembre de 2010.
Este álbum debutó en la posición número #8 el primer día y #6 en la primera semana de ventas en Oricon.
Lista de Canciones

Toda la música compuesta por Yoko Kanno. 
| Número de Catálogo: VTCL-60230 |                                                                |                   |                                                                           |          |  |
| N.º                            | Título                                                         | Letras            | Vocalistas                                                                | Duración |  |
| 1.                             | «Songbird»                                                     | Natsuo Giniro     | Ranka Lee = Megumi Nakajima                                               | 5:12     |  |
| 2.                             | «Silent de Nanka Irarenai (サイレントでなんかいられない?)»     | Kou Ichikura      | Sheryl Nome starring May'n / Ranka Lee = Megumi Nakajima                  | 4:46     |  |
| 3.                             | «Seikan Eve (星間イヴ?)» (Seikan Hikou Christmas ver.)         | Takashi Matsumoto | Ranka Lee = Megumi Nakajima / Sheryl Nome starring May'n                  | 5:28     |  |
| 4.                             | «Ranka no “Kutsushita no Uta” (ランカの「くつしたのうた。」?)» | Gabriela Robin    | Ranka Lee = Megumi Nakajima                                               | 4:49     |  |
| 5.                             | «Ribe ~ Maboroshi no Hikari (リーベ～幻の光?)»                 | Yuuho Iwasato     | Sheryl Nome starring May'n                                                | 4:55     |  |
| 6.                             | «Funanori (ふなのり?)»                                         | Gabriela Robin    | Sheryl Nome starring May'n                                                | 5:06     |  |
| 7.                             | «Merry Christmas without You»                                  | Toshiaki Yamada   | Sheryl Nome starring May'n / Ranka Lee = Megumi Nakajima / frontier stars | 6:11     |  |
| 8.                             | «Tablet (タブレット?)»                                         | Gabriela Robin    | Sheryl Nome starring May'n / Ranka Lee = Megumi Nakajima                  | 5:00     |  |
| 41:27                          |                                                                |                   |                                                                           |          |  |